# Age of Empires II: The Conquerors
Age of Empires II: The Conquerors è un'espansione del gioco di strategia in tempo reale Age of Empires II uscita nel 2000 per Microsoft Windows e Mac OS. Complessivamente, è il quarto titolo della serie Age of Empires di Microsoft Game Studios ed Ensemble Studios.

## Caratteristiche
The Conquerors Expansion introdusse anche nuove caratteristiche e miglioramenti nel videogioco, come le modalità di gioco Difendi la Meraviglia, Re della Collina e Gara alla Meraviglia. Le mappe aggiuntive che furono incluse, basate su regioni geografiche realmente esistenti, comprendono due nuove strutture del terreno, ossia invernale e tropicale. Il terreno invernale ha la caratteristica di mostrare le impronte lasciate dalle unità sulla neve. Il terreno tropicale rappresenta più precisamente la giungla dell'America centrale ed è stato pensato come teatro delle battaglie che coinvolgono Maya e Aztechi; ad esempio al posto di pecore e lupi è popolato di tacchini e giaguari.
Durante il gioco la fanteria e gli arcieri a piedi sono in grado di entrare e presidiare anche gli arieti; in questo caso aumentano addirittura la potenza d'attacco e la velocità dell'arma d'assedio. Mentre le navi sono in grado di tenere alcuni tipi di formazioni, come era già possibile fare con le unità di terra. I cittadini si mettono automaticamente al lavoro dopo aver costruito un punto di raccolta delle risorse (ad esempio dopo aver costruito una falegnameria, cercano da soli gli alberi più vicini; viene introdotta una coda di produzione per rigenerare automaticamente le fattorie).
In generale c'è tutta una serie di lievi migliorie nell'interfaccia, specialmente al fine di ampliare l'ambito del macromanagement; caratteristiche che diventeranno poi standard nei giochi successivi quali Empire Earth e Age of Mythology.

## Nuove aggiunte
Le novità introdotte sono:
- cinque nuove civiltà (Aztechi, Maya, Spagnoli, Unni e Coreani)
- quattro nuove campagne (El Cid, Attila, Montezuma, I conquistatori)
- undici nuove unità
- ventisei nuove tecnologie
- nuove modalità di gioco
- due nuovi tipi di ambiente (innevato e tropicale)
- nuove mappe
- programmabilità delle mappe casuali
- miglioramenti vari

### Nuove civiltà
La maggiore novità è data dall'introduzione di Aztechi e Maya; queste civiltà hanno ovviamente un nuovo stile architettonico per i loro edifici, e come accadeva alle civiltà precolombiane non hanno a disposizione armi da fuoco nemmeno nell'Età imperiale, e soprattutto non hanno a disposizione la cavalleria, devono quindi basare le tattiche di terra unicamente sulla fanteria. Al posto degli esploratori a cavallo, fondamentali nel ruolo appunto dell'esplorazione, hanno i guerrieri aquila dotati di grande velocità e campo visivo. Nonostante non abbiano a disposizione i cavalli, possono creare carri commerciali, che in questo caso sono tirati da un cittadino.
Al contrario gli spagnoli sono particolarmente forti nel campo delle armi da fuoco; la loro unità speciale è il conquistador, un archibugiere a cavallo. Possiedono anche una variante del monaco unica in tutto il gioco: il missionario, incapace di trasportare reliquie e con capacità di conversione ridotta, ma molto più veloce del monaco in quanto cavalca un mulo.
Gli Unni hanno forte cavalleria e la particolarità di non necessitare della costruzione di case, rispecchiando la loro storica natura nomade, la loro unità riservata è il Tarkan. Infine i Coreani dispongono di due unità speciali: il carro da guerra e la nave testuggine, storicamente la prima nave attrezzata con cannoni; le loro torri sono più potenti.

### Nuove meraviglie
- Aztechi: Templo Mayor di Tenochtitlán
- Unni: Arco di Augusto (Foro Romano) (devastato e riempito con l'oro degli Unni ottenuto dal saccheggio)
- Coreani: Hwangnyongsa
- Maya: Tempio del Giaguaro di Tikal
- Spagnoli: Torre del Oro

### Nuove campagne
Sono presenti quattro nuove campagne: tre sono simili a quelle del gioco originale e seguono l'ascesa di un personaggio del passato; mentre la quarta contiene una serie di scenari indipendenti e non sequenziali che rappresentano battaglie famose della storia medioevale. In quasi tutte le campagne è possibile utilizzare il relativo personaggio protagonista: Il Cid, Attila, Carlo Martello, Erik il Rosso, Enrico V, Guglielmo il Conquistatore, Yi Sun-shin.
- Attila l'Unno: a Châlons un religioso chiede al suo superiore, Padre Armand, notizie su un teschio infisso su una picca che si trova nella cappella della chiesa; per questo il monaco racconta la storia di Attila e di come lo conobbe. Le vicende del re degli Unni iniziano con la lotta per il potere intrapresa contro il fratello Bleda e le scorrerie compiute in Persia e in Scizia. Raggiunto il potere, Attila devasta i territori dell'Impero Romano d'Oriente e ne assedia la capitale Costantinopoli, ricevendo per questo un tributo dai Bizantini in segno di resa. Quando la sorella dell'imperatore d'occidente, Onoria, manda una lettera ad Attila dicendo di volerlo sposare, l'Unno, insieme ai suoi federati, invade la Gallia. Viene però fermato dal generale Flavio Ezio e da Teodorico nella battaglia dei Campi Catalaunici, a cui partecipa anche Padre Armand. Per vendicarsi della sconfitta, Attila decide di conquistare Roma e devasta le città del nord Italia, ma papa Leone I lo convince a desistere. Il re degli Unni morirà nella sua tenda per un'emorragia, la notte del suo matrimonio con una principessa barbara.
- Il Cid: uno straniero ferma una donna per le strade di Valencia; il forestiero vuole conoscere la storia del Cid che cavalcò da morto contro gli invasori Berberi. La donna rivela di essere Ximena Díaz, moglie di Rodrigo Diaz detto Il Cid. Questi era un nobile cavaliere di re Sancho di Castiglia che donò al Cid il suo cavallo Bavieca. Contro il re intriga il fratello, re Alfonso di León, che assassina Sancho e ne prende il posto. Rodrigo resta fedele al nuovo re, anche se questi non lo stima e tenta di ucciderlo mandandolo a sedare dei tumulti religiosi a Toledo. Alfonso decide di esiliare il Cid, che però trova un nuovo signore nel moro Motamid di Saragozza. Attaccato dal re di Castiglia e abbandonato da Rodrigo, Motamid chiama in aiuto Yusuf che invade la Spagna con i suoi Berberi. Il Cid prende possesso di Valencia facendone il suo feudo e difendendola dalle mire del Conte Berengario. Yusuf tenta la conquista della città del Cid; durante lo scontro Rodrigo resta ucciso, ma Ximena decide di legarlo a Bavieca e di far credere al suo esercito che sia ancora vivo. Dopo la cacciata dei Berberi, Ximena diventa la padrona di Valencia.
- Montezuma: Cuauhtémoc, guerriero aquila di Tenochtitlán e nipote dell'imperatore Montezuma, ha una visione che viene interpretata come il presagio del ritorno di Quetzalcoatl; perciò viene mandato nella giungla a difendere i templi dedicati al dio. Divenuto guerriero giaguaro, Cuauhtémoc guida una spedizione contro i tlaxcalani e le città ribelli un tempo alleate degli aztechi. Terminata la battaglia, gli uomini di Hernán Cortés sbarcano e vengono scambiati per divinità. Gli spagnoli si alleano con i tlaxcalani contro gli aztechi, ma Montezuma, dubbioso sulla loro identità, invita Cortez a Tenochtitlan, finendo prigioniero del conquistador. Cuauhtémoc, non sopportando i soprusi degli spagnoli, guida il popolo contro gli invasori cacciandoli dalla città; nei tumulti resta ucciso anche Montezuma. Per aver respinto più volte gli spagnoli, Cuauhtémoc diviene il nuovo imperatore, anche se è sconfortato dalla vista della città distrutta e della popolazione decimata dalle battaglie e dalle malattie.
- Battaglie dei conquistatori (una serie di scenari indipendenti):
  - Battaglia di Tours (732): Carlo Martello difende i castelli di Tours dall'invasione dei mori e tenta di impadronirsi delle loro salmerie.
  - Vinlandsaga (1000): Erik il rosso guida i suoi vichinghi attraverso la Groenlandia e l'insidioso Mare dei vermi fino nella lontana terra di Vinland, dove vuole creare un insediamento.
  - Battaglia di Hastings (1066): Guglielmo il Conquistatore combatte contro Aroldo il Sassone per la corona d'Inghilterra.
  - Battaglia di Manzicerta (1071): i Turchi selgiuchidi invadono i territori anatolici dell'Impero bizantino.
  - Battaglia di Azincourt (1415): Enrico V, con pochi soldati e in territorio nemico, tenta di tornare in Inghilterra evitando l'esercito francese.
  - Battaglia di Lepanto (1571): la Lega Santa deve difendersi dall'attacco della flotta Ottomana.
  - Battaglia di Kyoto (1582): Toyotomi Hideyoshi vuole vendicare la morte del suo signore Oda Nobunaga distruggendo i castelli di Kyoto.
  - Battaglia di Noryang Point (1598): l'ammiraglio coreano Yi Sun-shin mette in campo una flotta di navi testuggine per respingere l'invasione della flotta giapponese.

### Nuove unità
Nel gioco sono state introdotte 11 nuove unità, alcune sono unità riservate per le 5 nuove civiltà, altre invece riguardano tutte quelle presenti nel gioco.
- Guerriero aquila - Guerriero aquila d'élite: fanteria riservata a Aztechi e Maya che sostituisce l'esploratore a cavallo in queste civiltà prive di scuderie; il Guerriero aquila è molto veloce e possiede un ampio campo visivo, è inoltre resistente alla conversione e potente contro unità di cavalleria e armi d'assedio.
- Alabardiere: potenziamento del Picchiere, potente contro unità di cavalleria.
- Guerriero giaguaro - Guerriero giaguaro d'élite: fanteria riservata agli Aztechi, potente contro la fanteria.
- Arciere piumato - Arciere piumato d'élite: arciere riservato ai Maya, con velocità, resistenza e corazza più pesante degli altri arcieri, ma con minore potenza d'attacco.
- Carro da guerra - Carro da guerra d'élite: unità riservata ai Coreani, è un carro a cavalli dotato di corazza pesante, in grado di lanciare frecce.
- Conquistador - Conquistador d'élite: cannoniere a cavallo riservato agli Spagnoli, efficace contro unità vicine, me non con quelle lontane.
- Ussaro: potenziamento della Cavalleria leggera, potente contro i monaci, resistente alla conversione.
- Tarkan - Tarkan d'élite: cavalleria riservata agli Unni, potente contro le costruzioni.
- Petardo: fanteria d'assedio equipaggiata con un carico di esplosivi, efficace solo contro costruzioni e armi d'assedio. È l'equivalente terrestre delle navi da demolizione, e può essere utilizzato solo una volta, dato che esercita il suo potere distruttivo facendosi esplodere.
- Nave testuggine - Nave testuggine d'élite: nave corazzata riservata ai Coreani, potente contro navi incendiarie e da demolizione.
- Missionario: monaco riservato agli Spagnoli, più veloce dei normali monaci, ma ha meno campo visivo e raggio d'azione; può convertire e guarire unità, ma non raccogliere reliquie.

Sono state inoltre aggiunte nuove tecnologie: alcune riguardano tutte le civiltà, altre invece sono riservate a una civiltà specifica e ne incrementano il bonus squadra o l'unità riservata.

## Creazione di mappe casuali
Oltre all'editor di livelli integrato già presente in Age of Kings, che permette di creare scenari e campagne, The Conquerors introduce la possibilità di creare nuove tipologie di mappe casuali tramite un apposito linguaggio di scripting. Questo era parzialmente possibile anche in Age of Kings, ma richiedeva l'hacking manuale dei file di installazione; in The Conquerors è invece una funzione fornita nativamente, che utilizza file di testo con estensione .rms (random map script). Un file .rms permette di definire quantitativamente la distribuzione dei vari tipi di terreno, delle alture e dei vari oggetti, lasciandone al caso il posizionamento esatto.
Per la prima volta inoltre sono state inserite delle mappe predefinite che come forma rappresentano paesi realmente esistenti (Penisola Italiana, Penisola Arabica, Giappone e così via), ma con la distribuzione delle risorse casuale.